# 后门 (1960年电影)
《后门》（英語：Rear Entrance）是1960年上映的一部香港电影，由李翰祥执导，王月汀编剧，胡蝶等領銜主演。该电影主要讲述一对儿夫妇与他们养女的故事，该作曾获得了很多的奖项。

## 劇情簡介
有一对儿夫妇因为没孩子，于是决定收养一个不被父亲和继母的女孩，不过在这之后，女孩的生母却找上了他们，而在最后，这对儿夫妇决定让女孩回到自己亲生的母亲身边。

## 演员
- 胡蝶
- 王引
- 王愛明
- 洛奇
- 金军
- 金天柱
- 胡金銓
- 井淼
- 郝履仁
- 杜鹃
- 洪波

## 所获奖项
- 第七屆亞洲電影節最佳影片金禾獎
- 第七屆亞洲電影節最佳導演
- 第七屆亞洲電影節最佳男主角
- 第七屆亞洲電影節最佳女主角
- 第七屆亞洲電影節最佳女配角

## 備註
1. ↑  馮邦彥. . 中华书局(香港)有限公司. 2022年.
2. ↑  蘇濤. . 香港中和出版有限公司. 2021年.
3. ↑  黄仁. . 秀威信息科技股份有限公司. 2016年.
4. ↑  伍宏. . 团结出版社. 2008年.
5. ↑  馮邦彥. . 三联书店(香港)有限公司. 2020年.

## 相關連結
- 互联网电影数据库（IMDb）上《后门》的资料（英文）
- 豆瓣电影上《后门》的資料 （简体中文）
- 香港影庫上《后门》的資料（繁體中文）